# Ömür Arpacı

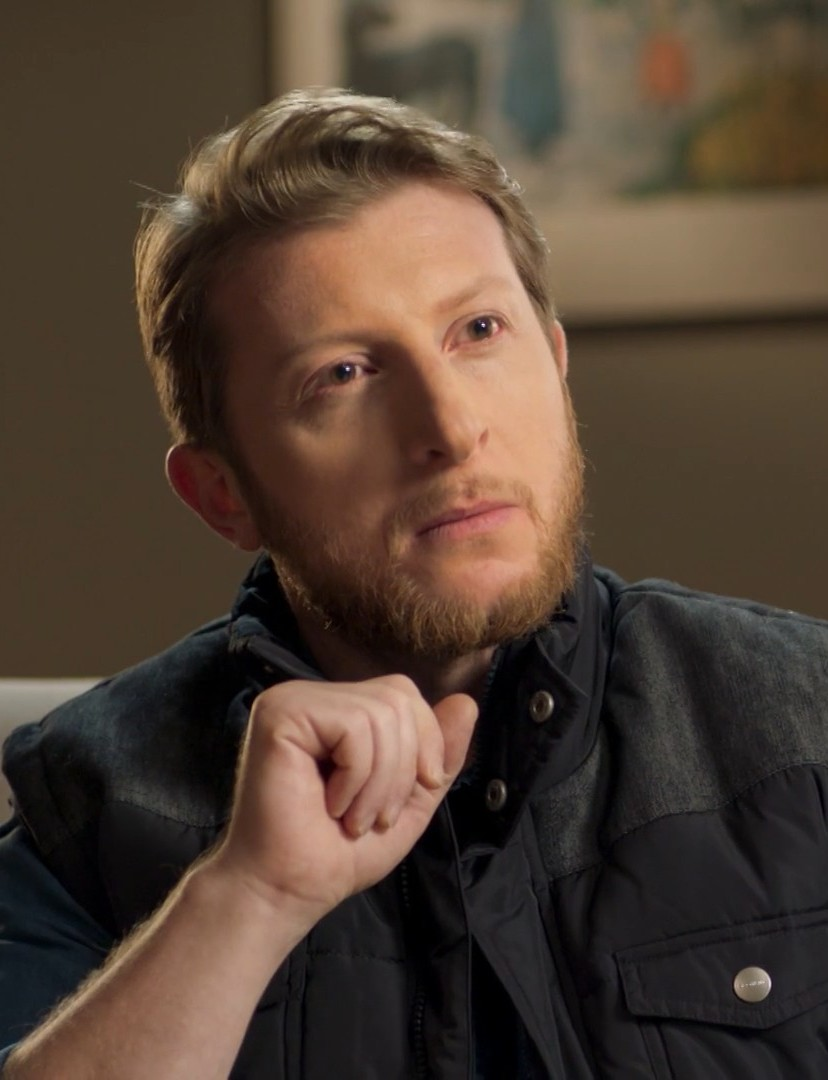
Ömür Arpacı, 2015

Ömür Arpacı (* 25. Januar 1982 in Trabzon) ist ein türkischer Schauspieler.

## Leben
Er studierte an dem Müjdat Gezen Sanat Merkezi. Schon in jungen Jahren, als er 13 Jahre alt war, begann seine Karriere mit der türkischen Serie Çiçek Taksi. Große Bekanntheit erlangte er im türkischen Fernsehen in den Serien Fırtına und Avrupa Yakası, in den beiden Serien stellte er einen Lasen dar. Beim 2004 erschienen türkischen Kinofilm Diebstahl alla turca wirkte er als Sefer in der Nebenrolle mit.

## Filmografie

### Filme
- 2004: Diebstahl alla turca (Hırsız var!)
- 2008: Çıngıraklı Top
- 2008: Yankee Go Home

### Serien
- 1995: Çiçek Taksi
- 2004: Çocuğun Var Derdin Var
- 2004: Kadın İsterse
- 2005: Düşler ve Gerçekler
- 2006: Fırtına
- 2007–2009: Avrupa Yakası
- 2008: Sınıf
- 2008: Şöhret
- 2012: Yalan Dünya